# Distretto di Yōrō
Il distretto di Yōrō (養老郡, Yōrō-gun?) è uno dei distretti della prefettura di Gifu, in Giappone.
Attualmente fa parte del distretto solo il comune di Yōrō.